# Pápaszemes lumma
A pápaszemes lumma (Cepphus carbo) a madarak osztályának a lilealakúak (Charadriiformes) rendjéhez és az alkafélék (Alcidae) családjához tartozó faj.

## Rendszerezése
A fajt Peter Simon Pallas német zoológus írta le 1811-ben.

## Előfordulása
A Csendes-óceán északnyugati részén, Észak-Korea, Dél-Korea, Japán és Oroszország területén honos. Természetes élőhelyei a sziklás tengerpartok, szigetek és a part közeli óceán. Telelni délre vonul.

## Megjelenése
Testhossza 38 centiméter.

## Életmódja
Nagyrészt halakkal táplálkozik, de gerincteleneket is fogyaszt.

## Szaporodása
Sziklahasadékokban, lyukakban és üregekben költ.

## Természetvédelmi helyzete
Az elterjedési területe nagyon nagy, egyedszáma ugyan csökken, de még nem éri el a kritikus szintet. A Természetvédelmi Világszövetség Vörös listáján nem fenyegetett fajként szerepel.